# Turiwára
Turiwára (Turiuara, Turiwara), pleme Tupian Indijanaca uže skupine Tenetehara, naseljeno danas među Tembé Indijancima na rijeci Acará-miri u brazilskoj državi Pará. Gotovo su nestali, svega 30 pripadnika (1995 SIL) na rezervatu Tembé u općini Tomé Açu, ali više ne govore svojim jezikom.